# Mania (альбом Fall Out Boy)
Mania (стилізовано як M A N I A, офіційна назва Mania: A Fall Out Boy LP)  — сьомий студійний альбом американського гурту «Fall Out Boy», представлений 19 січня 2018 року на лейблах Island та DCD2.

## Передісторія та випуск
Шостий альбом «American Beauty/American Psycho» приніс гурту величезний комерційний успіх і був признаний по всьому світу. Під час масштабного туру на підтримку альбому гурт розпочав записувати матеріал для наступної платівки. Виробничий процес розпочався, коли Патрік Стамп представив пісню «Young and Menace» басисту гурту Піту Вентцу на фестивалі «Редінг і Лідс» у 2016 році, яка надихнула «Fall Out Boy» на запис повноцінного альбому. Під час інтерв'ю журналу «Rolling Stone» Вентц описав те, як від бачить новий альбом: «Здається, кожного разу через певний час ви повинні зробити перезавантаження, яке очистить кеш і звільнить місце на жорсткому диску. Я думаю, що Mania і стала очищенням нашої палітри».
Випуск альбому було заплановано на 15 вересня 2017 року, проте 3 серпня Патрік Стамп заявив, що реліз відкладено до 19 січня 2018 року. «Альбом просто не готовий, ми надто поспішили, — написав Стамп у Твіттері. — Я не збираюсь випускати альбом, який, на мою думку, не є як мінімум таким же вагомим як попередній, і щоб це зробити, нам потрібно ще трішки часу для правильного і обережного запису». 6 листопада 2017 року гурт заявив, що платівка готова та представив список пісень.

## Список композицій
| Цифрове видання | Цифрове видання               | Цифрове видання |
| #               | Назва                         | Тривалість      |
| --------------- | ----------------------------- | --------------- |
| 1.              | «Young and Menace»            | 3:44            |
| 2.              | «Champion»                    | 3:13            |
| 3.              | «Stay Frosty Royal Milk Tea»  | 2:50            |
| 4.              | «Hold Me Tight or Don't»      | 3:30            |
| 5.              | «The Last of the Real Ones»   | 3:50            |
| 6.              | «Wilson (Expensive Mistakes)» | 3:36            |
| 7.              | «Church»                      | 3:31            |
| 8.              | «Heaven's Gate»               | 3:45            |
| 9.              | «Sunshine Riptide»            | 3:24            |
| 10.             | «Bishops Knife Trick»         | 4:23            |
| 35:46           |                               |                 |

| Фізичне видання | Фізичне видання               | Фізичне видання |
| #               | Назва                         | Тривалість      |
| --------------- | ----------------------------- | --------------- |
| 1.              | «Stay Frosty Royal Milk Tea»  | 2:50            |
| 2.              | «The Last of the Real Ones»   | 3:50            |
| 3.              | «Hold Me Tight or Don't»      | 3:30            |
| 4.              | «Wilson (Expensive Mistakes)» | 3:36            |
| 5.              | «Church»                      | 3:31            |
| 6.              | «Heaven's Gate»               | 3:45            |
| 7.              | «Champion»                    | 3:13            |
| 8.              | «Sunshine Riptide»            | 3:24            |
| 9.              | «Young and Menace»            | 3:44            |
| 10.             | «Bishops Knife Trick»         | 4:23            |
| 35:46           |                               |                 |

| Додаткові композиції японського видання | Додаткові композиції японського видання | Додаткові композиції японського видання |
| #                                       | Назва                                   | Тривалість                              |
| --------------------------------------- | --------------------------------------- | --------------------------------------- |
| 11.                                     | «Champion» (ремікс)                     | 3:35                                    |
| 39:21                                   |                                         |                                         |

| Додаткові композиції японського DVD | Додаткові композиції японського DVD         | Додаткові композиції японського DVD |
| #                                   | Назва                                       | Тривалість                          |
| ----------------------------------- | ------------------------------------------- | ----------------------------------- |
| 1.                                  | «Young and Menace» (музичне відео)          | 3:59                                |
| 2.                                  | «Young and Menace»                          | 1:58                                |
| 3.                                  | «Champion» (музичне відео)                  | 3:41                                |
| 4.                                  | «Champion»                                  | 2:00                                |
| 5.                                  | «The Last of the Real Ones» (музичне відео) | 3:50                                |
| 6.                                  | «Hold Me Tight or Don't» (музичне відео)    | 3:37                                |
| 7.                                  | «Hold Me Tight or Don't»                    | 2:08                                |
| 19:53                               |                                             |                                     |

## Учасники запису

#### Fall Out Boy
- Патрік Стамп — вокал, ритм-гітара, програмування
- Піт Вентц — бас-гітара, бек-вокал
- Джо Троман — соло-гітара, бек-вокал
- Ендрю Херлі — ударні, перкусія

#### Додатково
- Джессі Шаткін — продюсування, мікшування
- Бутч Вокер — продюсування
- Ендрю Веллс — продюсування
- Fall Out Boy — продюсування
- Сьюзі Шинн — інженерія
- Рубль Капур — помічник інженера